# Stanisław Daszewski
Stanisław Daszewski (ur. 25 grudnia 1888 w Syczówce, zm. 29 listopada 1959) – kapitan pilot–obserwator Wojska Polskiego, inżynier, kawaler Orderu Virtuti Militari.

## Życiorys
Syn Jana i Emilii z Hofmaisterów. Ukończył gimnazjum filologiczne, następnie studiował na politechnice w Monachium, którą ukończył z tytułem inżyniera. Po wybuchu I wojny światowej wstąpił 7 sierpnia 1914 roku jako ochotnik do Legionów Polskich. Otrzymał przydział do 2 pułku ułanów, w którym od 1 grudnia 1915 pełnił obowiązki dowódcy plutonu, a od 1 grudnia 1916 dowódcy szwadronu karabinów maszynowych. Odmówił złożenia przysięgi na wierność cesarzowi i 19 lutego 1918 roku został internowany. Na stopień chorążego został mianowany 1 grudnia 1915, a na stopień podporucznika 1 listopada 1916 w kawalerii.
21 listopada 1918 roku został przyjęty do Wojska Polskiego w stopniu podporucznika z byłego Polskiego Korpusu Posiłkowego. W lutym 1919 został przeniesiony z Dowództwa Okręgu Generalnego Kraków do Centralnych Składów Lotniczych przy Sekcji Żeglugi Napowietrznej MSWojsk. Następnie służył w 5 eskadrze lotniczej, następnie w 9 eskadrze wywiadowczej i 39 eskadrze Breguetów. 1 sierpnia 1919 roku został skierowany na kurs do Oficerskiej Szkoły Obserwatorów Lotniczych w Warszawie. Było to szkolenie organizowane w ramach I kursu w OSOL, zostało zakończone we wrześniu. Został przydzielony do V dyonu lotniczego, gdzie od października 1919 roku pełnił funkcję adiutanta. 1 grudnia 1919 został mianowany porucznikiem kawalerii. Pełnił wówczas służbę w Dowództwie Frontu Pomorskiego.

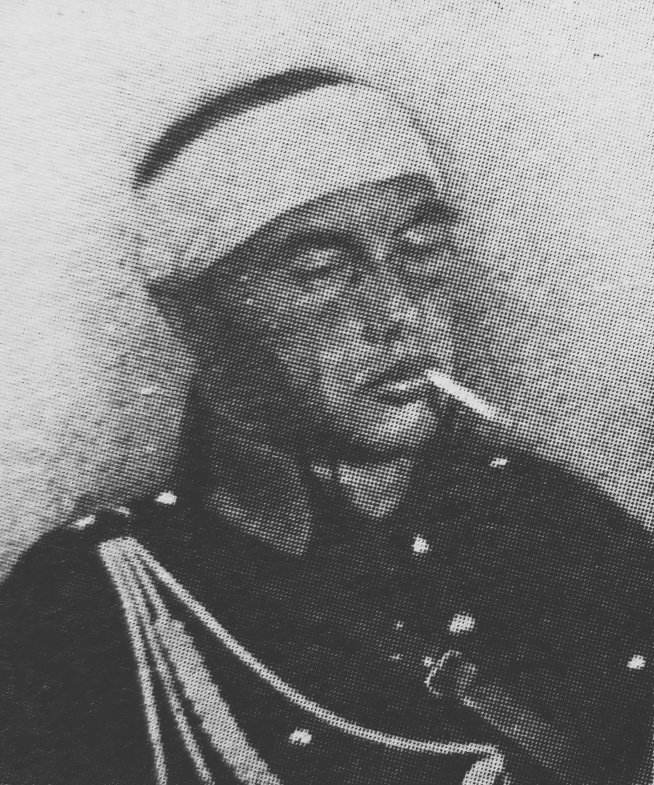
Stanisław Daszewski por. obs.; 3 Eskadra Wywiadowcza

W czasie wojny polsko-bolszewickiej walczył jako obserwator w składzie 3 eskadry wywiadowczej. 19 kwietnia, w załodze z Jerzym Kossowskim, wszedł w skład grupy złożonej z czterech załóg, które przeprowadziły rozpoznanie i bombardowanie Kijowa. Lot był trudny nawigacyjnie i niebezpieczny, gdyż polskie załogi miały do pokonania 600 kilometrów (z czego większość nad terenem zajętym przez nieprzyjaciela). Zakończył się sukcesem, zniszczono tory kolejowe, uszkodzono obrotnicę przed parowozownią, co doprowadziło do opóźnień w przegrupowaniu wojsk nieprzyjaciela. Sam Daszewski wyróżnił się podczas tego lotu skutecznością bombardowania (uszkodził jedną z lokomotyw) oraz tym, że podczas lotu przeprowadził szczegółowe rozpoznanie pozycji nieprzyjaciela.
26 kwietnia 1920 rok, na polecenie Szefa Ścisłego Sztabu Naczelnego Wodza Polskich Sił Zbrojnych przeprowadził rozpoznanie w rejonie Koziatyn–Berdyczów. W czasie lotu, poza przeprowadzeniem szczegółowego rozpoznania wskazanego rejonu, przeprowadził też ataki na oddziały Armii Czerwonej. Dostarczył oddziałom lądowym szczegółowe informacje o rozmieszczeniu oddziałów nieprzyjaciela co znacznie ułatwiło działania oddziałom polskim. 27 kwietnia poleciał na rozpoznanie w rejonie Koziatyna, podczas tego lotu również przeprowadzał ataki na oddziały Armii Czerwonej.
30 kwietnia, w załodze z por. pil. Tadeuszem Praussem, przeprowadzał rozpoznanie w rejonie Fastowa. Podczas tego lotu zaatakował bombami i ogniem z karabinu maszynowego kolumnę marszową nieprzyjaciela. Ich samolot został kilkakrotnie trafiony (odstrzelono pokrywę silnika), ale pilot zdołął powrócić na macierzyste lotnisko.
19 maja 1920 roku, w załodze z Józefem Krzyczkowskim wziął udział w ataku na stację Demirki, gdzie nieprzyjaciel zgromadził transporty kolejowe i pociągi pancerne. Nalot okazał się nieskuteczny, dodatkowo obrona przeciwlotnicza bolszewików uszkodziła samolot Krzyczkowskiego i Daszewskiego. Następnego dnia polskie samoloty powróciły w ten rejon. Ich nalot okazał się skuteczniejszy, uszkodzono pociąg pancerny "Lenin" a kilka innych zostało zmuszonych do wycofania się.
23 maja, również z pil. Krzyczkowskim, wykrył koncentrację wojsk nieprzyjaciela pod Rżyszczewem. Udało im się zaatakować wrogie oddziały oraz przekazać polskim wojskom meldunek o położeniu nieprzyjaciela 14 Dywizji Piechoty Wielkopolskiej. Informacje zebrane podczas tego lotu ułatwiły polskim oddziałom atak na Rżyszczew i zminimalizowały straty po polskiej stronie.
30 maja brał udział w ataku na statki nieprzyjaciela na Dnieprze. W wyniku ataku jeden statek został zatopiony, a drugi został uszkodzony i wyrzucony na brzeg przez załogę. 5 czerwca 1920 roku, poleciał z pil. Jerzym Kossowskim, na rozpoznanie z bombardowaniem rejonów na wschód od Kijowa. Podczas lotu powrotnego ich samolot został  przechwycony przez nieprzyjacielski myśliwiec z 21. oddziału rozpoznawczego lotnictwa Armii Czerwonej (pilot Prochorow). W wyniku walki Stanisław Daszewski został ranny w głowę; pilot zdołał doprowadzić samolot do bazy.
27 sierpnia 1920 roku został zatwierdzony z dniem 1 kwietnia 1920 roku w stopniu rotmistrza, w kawalerii, w grupie oficerów byłych Legionów Polskich. 9 września 1920 roku został zatwierdzony z dniem 1 kwietnia 1920 roku w stopniu kapitana, w Korpusie Wojsk Lotniczych, w grupie oficerów byłych Legionów Polskich.
Po rekonwalescencji, 2 grudnia 1920 roku, otrzymał przydział do Niższej Szkoły Pilotów w Bydgoszczy, gdzie służył do sierpnia następnego roku. Następnie został przeniesiony do Centralnych Zakładów Lotniczych w Warszawie. 24 grudnia 1921 roku ogłoszono jego przeniesienie do rezerwy na skutek wniosku reklamacyjnego.
Po zwolnieniu z wojska pracował w przemyśle ciężkim na Górnym Śląsku i w latach 1929–1932 w branży motoryzacyjnej, a od 1933 roku w Polskich Liniach Lotniczych LOT. W marcu 1930 roku został przeniesiony w rezerwie z 1 pułku lotniczego do 6 pułku lotniczego we Lwowie. 
W 1939 roku został zmobilizowany, w trakcie kampanii wrześniowej dostał się do niewoli. Po zakończeniu II wojny światowej zamieszkał w Szczecinie. W 1947 roku został aresztowany i oskarżony przez funkcjonariuszy Ministerstwa Bezpieczeństwa Publicznego o współpracę z angielskim wywiadem. W trakcie śledztwa został uniewinniony i uwolniony. Zmarł 29 listopada 1959 roku.

## Ordery i odznaczenia
Za swą służbę w polskim lotnictwie otrzymał odznaczenia:
- Krzyż Srebrny Orderu Wojskowego Virtuti Militari nr 8085[23] – 27 lipca 1922[24]
- Krzyż Niepodległości – 2 maja 1933 „za pracę w dziele odzyskania niepodległości”[25]
- Krzyż Walecznych[26]
- Polowa Odznaka Obserwatora nr 59 – 11 listopada 1928 „za loty bojowe nad nieprzyjacielem w czasie wojny 1918–1920”[27]